# Michael Rabin
Michael Oser Rabin (în ebraică מִיכָאֵל אֹשֶׁר רַבִּין, n. 1931, Breslau, Germania, astăzi Wrocław, Polonia) este un informatician israelian, laureat al Premiului Turing, pentru lucrarea Automatele finite și problema deciziei lor, publicată împreună cu Dana Scott, în care cei doi au introdus noțiunea de automat finit nedeterminist. De asemenea, este cunoscut drept coautor al algoritmului de căutare în șiruri de caractere Rabin-Karp.
1. 1 2   https://www.haaretz.com/israel-news/.premium-the-israeli-genius-honored-by-harvard-alongside-zuckerberg-1.5491979 Lipsește sau este vid: |title= (ajutor)
2. ↑  IdRef, accesat în 1 mai 2020
3. ↑  Genealogia matematicienilor
4. ↑   https://www.acm.org/media-center/2021/january/fellows-2020, accesat în 24 iunie 2024 Lipsește sau este vid: |title= (ajutor)